# Dipartimento di Baja Verapaz
Il dipartimento di Baja Verapaz è uno dei 22 dipartimenti del Guatemala, il capoluogo è la città di Salamá.

## Comuni
Il dipartimento di Baja Verapaz conta 8 comuni:
- Cubulco
- Granados
- Purulhá
- Rabinal
- Salamá
- San Jerónimo
- San Miguel Chicaj
- Santa Cruz el Chol